# 第12師団 (陸上自衛隊)
第12師団（だいじゅうにしだん、JGSDF 12th Division）は、東部方面隊隷下にあった師団のひとつである。3個普通科連隊を基幹とし北関東・信越地方の防衛警備を主任務としていた。廃止後は第12旅団が編成されている。

## 沿革
乙師団
- 1962年（昭和37年）
  - 1月18日：陸上自衛隊の師団制への改編に伴い、第1管区隊を母体として新編。警備区域は栃木県、群馬県、新潟県、長野県[1]。

相馬原駐屯地において創隊式を挙行。第12施設大隊は古河駐屯地において編成完結の後、新町駐屯地に移駐完了。
※ 編成（師団司令部、同付隊、第2・第13・第30普通科連隊、特科連隊、戦車大隊、通信大隊、偵察隊、対戦車隊、武器隊、補給隊、衛生隊、輸送隊）
- 1月23日：第12通信大隊は相馬原駐屯地に、第12補給隊は新町駐屯地にそれぞれ移駐完了。
- 1月25日：第12武器隊は相馬原駐屯地に、第12衛生隊は新町駐屯地にそれぞれ移駐完了。
- 11月21日：東富士演習場で師団初の対空挺演習（11月24日まで）。

- 1964年（昭和39年）
  - 6月16日：新潟地震に災害派遣（7月1日まで）。
  - 8月15日：東京オリンピック支援（11月5日まで）。

1965年（昭和40年）頃の主要編成
第2・第13・第30普通科連隊・第12特科連隊・第12戦車大隊
- 1966年（昭和41年）2月11日：積雪地研究演習「くびき演習」（2月14日まで）。
- 1967年（昭和42年）8月28日：羽越豪雨による災害発生に伴い新潟県、山形県へ災害派遣[3]。（9月12日まで）。
- 1971年（昭和46年）8月5日：海上機動「なみ」演習（9月5日まで）。
- 1973年（昭和48年）
  - 6月11日：甲信越山岳地帯の山地機動演習（6月15日まで）。
  - 12月11日：雪害対処研究演習（12月13日まで）。
- 1974年（昭和49年）
  - 8月19日：北アルプス主峰登頂（8月22日まで）。
  - 10月6日：榛名町の山崩れにより災害派遣（10月8日まで）。
- 1975年（昭和50年）8月1日：第12音楽隊を相馬原駐屯地に新編。
- 1976年（昭和51年）3月25日：第12偵察隊が改編。
- 1977年（昭和52年）
  - 6月14日：東海地震災害対処現地研究（6月16日まで）。
  - 8月29日：東海地震災害対処現地研究（8月31日まで）。
  - 9月1日：大災害非常呼集訓練。
- 1979年（昭和54年）5月24日：統合演習。第2普通科連隊戦闘団は海上機動で、第13普通科連隊戦闘団は空輸機動（5月30日まで）。
- 1984年（昭和59年）9月14日：長野県西部地震により災害派遣（10月3日まで）。
- 1985年（昭和60年）8月12日：日本航空123便墜落事故で災害派遣（10月13日まで）。
- 1986年（昭和61年）8月5日：台風10号により災害派遣（8月7日まで）。
- 1989年（平成元年）3月24日：第12特科連隊が改編（第5大隊に155mmりゅう弾砲（FH70）、第6大隊に81式短距離地対空誘導弾が配備。情報中隊が新編）。

1990年（平成2年）頃の主要編成
第2・第13・第30普通科連隊、第12特科連隊、第12戦車大隊
- 1990年（平成02年）3月26日：戦車北転事業の影響により、第12戦車大隊第3戦車中隊を廃止。

乙師団（近代化改編）
- 1991年（平成03年）3月29日：第12師団が近代化改編。

1. 第2・第13・第30普通科連隊を自動車化連隊に改編。
2. 第12武器隊、第12補給隊、第12輸送隊、第12衛生隊を統合し、第12後方支援連隊を新編。
3. 第12特科連隊第6大隊を第12高射特科大隊として分離独立、師団直轄とする。
4. 第12偵察隊に電子偵察小隊を新編。
5. 師団司令部付隊に化学防護小隊を新編。

- 1994年（平成06年）3月28日：東部方面航空隊から第12飛行隊を隷下に編入。
- 1998年（平成10年）
  - 1月20日：長野オリンピック協力団を編成[4]。
  - 2月24日：長野オリンピック協力団編成解組[5]。
- 2001年（平成13年）3月26日：旅団への改編に伴い、廃止。

## 廃止時の編成
廃止後の編成などを併記する。
- 相馬原駐屯地（群馬県北群馬郡榛東村）
  - 第12師団司令部および同付隊 → 第12旅団司令部および同付隊へ縮小
  - 第12戦車大隊 → 廃止
  - 第12通信大隊 → 第12通信中隊へ縮小
  - 第12後方支援連隊（一部）
  - 第12偵察隊
  - 第12音楽隊
- 高田駐屯地（新潟県上越市）
  - 第2普通科連隊 → 普通科連隊（軽）へ縮小
- 松本駐屯地（長野県松本市）
  - 第13普通科連隊 → 普通科連隊（軽）へ縮小
  - 第12特科連隊第2特科大隊 → 旅団化にあたり廃止
- 新発田駐屯地（新潟県新発田市）
  - 第30普通科連隊 → 普通科連隊（軽）へ縮小
- 宇都宮駐屯地（栃木県宇都宮市）
  - 第12特科連隊 → 第12特科隊に縮小および新編の第6地対艦ミサイル連隊に分割（同連隊は2010年（平成22年）度末廃止し、要員は12特および第1師団の普通科連隊に転属）
  - 第12高射特科大隊 → 第12高射特科中隊へ縮小し、相馬原駐屯地へ移駐
- 北宇都宮駐屯地（栃木県宇都宮市）
  - 第12飛行隊 → 第12ヘリコプター隊に改編の上、隊本部機能は相馬原駐屯地へ移駐
- 新町駐屯地（群馬県高崎市）
  - 第12後方支援連隊（主力）→ 第12後方支援隊へ縮小
  - 第12施設大隊 → 第12施設中隊へ縮小
  - 第12対戦車隊 → 第12対戦車中隊へ縮小

## 司令部および歴代師団長
| 代 | 氏名       | 在任期間                                | 出身校・期            | 前職                                                | 後職                                       |
| -- | ---------- | --------------------------------------- | --------------------- | --------------------------------------------------- | ------------------------------------------ |
| 01 | 田中義男   | 1962.1.18 - 1962.7.31                   | 陸士40期・ 陸大51期   | 陸上自衛隊幹部学校副校長 →1961.8.1 東部方面総監部付 | 統合幕僚会議事務局長 兼 統合幕僚学校長     |
| 02 | 藤原岩市   | 1962.8.1 - 1964.3.15 ※1963.1.1 陸将昇任 | 陸士43期・ 陸大50期   | 東部方面総監部幕僚長 兼 市ヶ谷駐屯地司令 （陸将補） | 第1師団長                                  |
| 03 | 廣瀬榮一   | 1964.3.16 - 1966.6.30                   | 陸士43期・ 陸大52期   | 陸上自衛隊富士学校長 兼 富士駐屯地司令              | 北部方面総監                               |
| 04 | 久納清之助 | 1966.7.1 - 1969.6.30                    | 陸士46期・ 陸大55期   | 陸上幕僚監部第4部長                                 | 陸上幕僚監部付 →1970.1.1 退職              |
| 05 | 曲壽郎     | 1969.7.1 - 1971.3.15                    | 陸士50期・ 陸大58期   | 陸上幕僚監部第3部長                                 | 防衛大学校幹事                             |
| 06 | 山田積昭   | 1971.3.16 - 1972.6.30                   | 陸士51期・ 陸大59期   | 西部方面総監部幕僚長 兼 健軍駐屯地司令              | 陸上自衛隊富士学校長 兼 富士駐屯地司令     |
| 07 | 廣谷次夫   | 1972.7.1 - 1974.6.30                    | 陸士53期・ 陸大60期   | 中部方面総監部幕僚長 兼 伊丹駐屯地司令              | 陸上自衛隊富士学校長 兼 富士駐屯地司令     |
| 08 | 登弘美     | 1974.7.1 - 1976.3.15                    | 陸士55期              | 陸上幕僚監部第2部長                                 | 防衛大学校幹事                             |
| 09 | 藤原幸三郎 | 1976.3.16 - 1978.3.15                   | 陸航士56期            | 西部方面総監部幕僚長 兼 健軍駐屯地司令              | 防衛大学校幹事                             |
| 10 | 藤吉俊男   | 1978.3.16 - 1980.3.16                   | 陸士58期              | 中部方面総監部幕僚長 兼 伊丹駐屯地司令              | 陸上自衛隊幹部学校長                       |
| 11 | 林陽一     | 1980.3.17 - 1982.3.15                   | 陸航士59期            | 西部方面総監部幕僚長 兼 健軍駐屯地司令              | 陸上自衛隊幹部学校長                       |
| 12 | 近藤俊彦   | 1982.3.16 - 1984.3.28                   | 陸士60期              | 東北方面総監部幕僚長 兼 仙台駐屯地司令              | 退職                                       |
| 13 | 合原博見   | 1984.3.29 - 1986.3.16                   | 九州大学 昭和28年卒   | 第1特科団長 兼 北千歳駐屯地司令                     | 陸上自衛隊幹部学校長                       |
| 14 | 定榮洲弘   | 1986.3.17 - 1987.7.6                    | 中央大学 昭和29年卒   | 陸上自衛隊幹部候補生学校長 兼 前川原駐屯地司令      | 退職                                       |
| 15 | 奥山丈夫   | 1987.7.7 - 1988.7.6                     | 中央大学 昭和31年卒   | 陸上自衛隊富士学校副校長                            | 陸上自衛隊富士学校長 兼 富士駐屯地司令     |
| 16 | 梅山富弘   | 1988.7.7 - 1990.7.9                     | 和歌山大学 昭和32年卒 | 陸上自衛隊富士学校副校長                            | 退職                                       |
| 17 | 渡邊滋     | 1990.7.9 - 1992.6.15                    | 防大3期               | 東北方面総監部幕僚長 兼 仙台駐屯地司令              | 退職                                       |
| 18 | 松原健一   | 1992.6.16 - 1994.6.30                   | 防大5期               | 陸上自衛隊北海道地区補給処長 兼 島松駐屯地司令      | 退職                                       |
| 19 | 阿部英輔   | 1994.7.1 - 1996.6.30                    | 防大6期               | 陸上幕僚監部監理部長                                | 退職                                       |
| 20 | 天野良晴   | 1996.7.1 - 1997.6.30                    | 防大10期              | 陸上幕僚監部人事部長                                | 陸上幕僚副長                               |
| 21 | 洗堯       | 1997.7.1 - 1999.12.9                    | 防大11期              | 陸上幕僚監部防衛部長                                | 東北方面総監                               |
| 末 | 佐藤哲     | 1999.12.10 - 2001.3.26                  | 防大12期              | 統合幕僚会議 事務局第1幕僚室長                      | 陸上自衛隊補給統制本部長 兼 十条駐屯地司令 |